# (554) Peraga
(554) Peraga – planetoida z pasa głównego asteroid okrążająca Słońce w ciągu 3 lat i 241 dni w średniej odległości 2,37 j.a. Została odkryta 8 stycznia 1905 roku w Landessternwarte Heidelberg-Königstuhl w Heidelbergu przez Paula Götza. Nazwa planetoidy pochodzi od miejscowości pomiędzy Padwą a Wenecją, gdzie mieli swoją posiadłość krewni G. Abettiego, który obliczył orbitę planetoidy. Przed jej nadaniem planetoida nosiła oznaczenie tymczasowe (554) 1905 PS.